# Louis Baillot

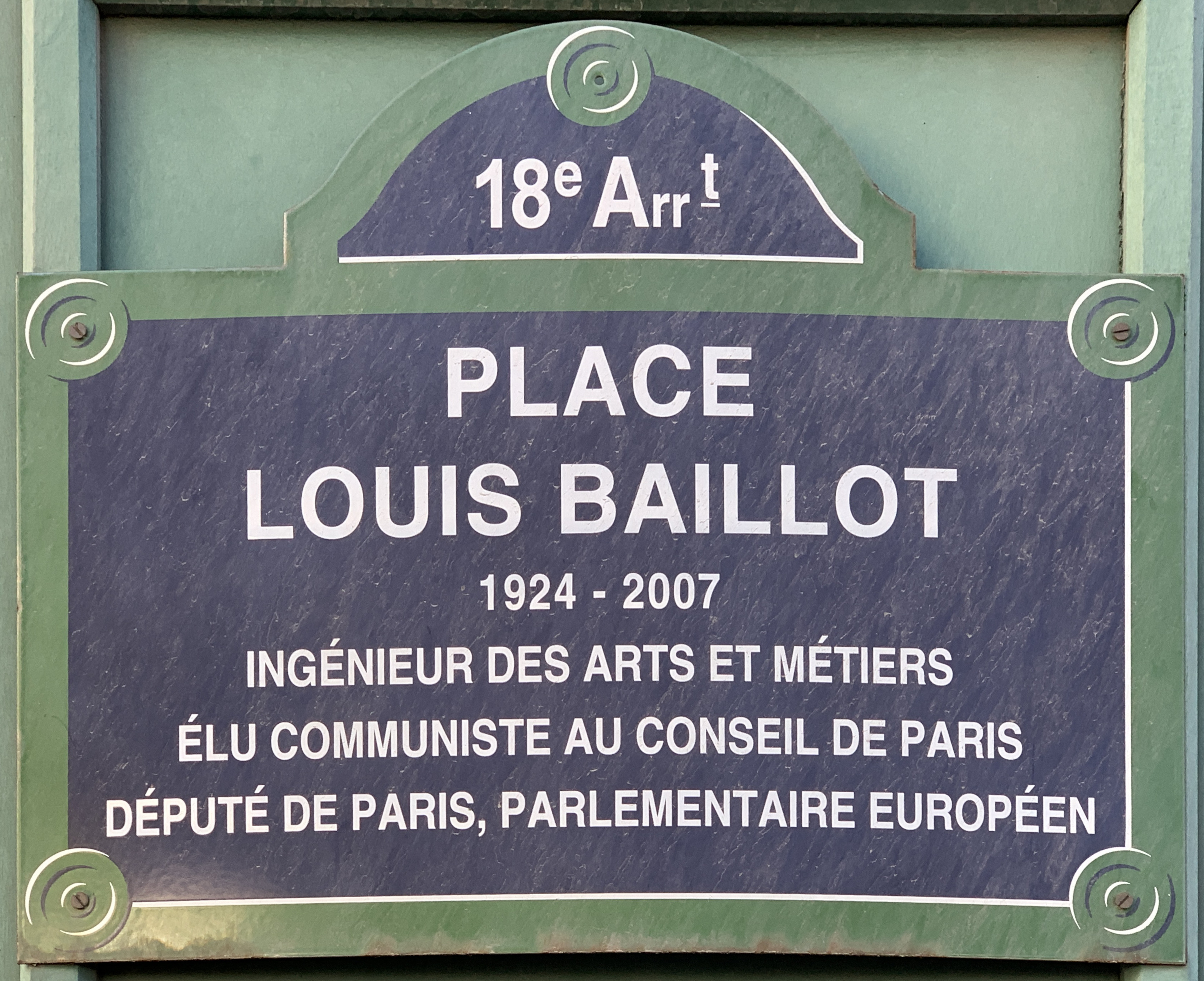
Tablica pamiątkowa na placu Louisa Baillota w Paryżu

Louis Henri Baillot (ur. 11 maja 1924 w Paryżu, zm. 8 maja 2007 tamże) – francuski polityk, samorządowiec i inżynier, deputowany krajowy, poseł do Parlamentu Europejskiego I i II kadencji.

## Życiorys
Jego ojciec Henri był weteranem I wojny światowej i socjalistycznym samorządowcem, później prowadził kawiarnię. Matka Marie-Louise Chemin była sprzedawczynią. Louis Ballot był zaangażowany w młodzieżowy ruch oporu podczas II wojny światowej, po wyzwoleniu działał w młodzieżówce Jeunes Communistes. Zaangażowany w ruch pacyfistyczny i antykolonialny, protestował przeciwko I wojnie indochińskiej. W październiku 1952 aresztowany podczas jednej z demonstracji, był więziony do lipca 1953, w wyniku czego nie mógł objąć mandatu radnego zdobytego w maju 1953. Ukończył studia w École nationale supérieure du pétrole et des moteurs, pod koniec lat 40. pracował jako badacz w zakresie inżynierii lotniczej.
W 1944 wstąpił do Francuskiej Partii Komunistycznej, od 1961 wchodził w skład jej komitetu centralnego, odpowiadając m.in. za kwestie obronności. Zasiadał też we władzach stowarzyszenia przyjaźni francusko-radzieckiej. W latach 1953–1989 pozostawał radnym miejskim Paryża. W kadencjach 1967–1968 i 1973–1978 był członkiem Zgromadzenia Narodowego. W 1979 został wybrany posłem do Parlamentu Europejskiego, ponownie uzyskał mandat w 1986 w miejsce Maxime’a Gremetza. Przystąpił do Grupy Komunistów i Sojuszników.
Od 1955 był żonaty z Yvette Cabrejas, miał dwie córki.

## Odznaczenia
Kawaler Legii Honorowej, otrzymał też Złoty Medal Miasta Paryża. Jego imieniem nazwano jeden z placów w Paryżu.